# Lady Soul
A Lady Soul egy 1968-as  soul album  Aretha Franklin-tól. Ez az album volt az énekesnő második lemeze, amely az R&B listák élére került. Több slágert tartalmazott: Chain of Fools (2. hely), (You Make Me Feel Like) A Natural Woman (8. hely) és (Sweet Sweet Baby) Since You've Been Gone (5. hely). Az albumot az 1990-es évek elején újra kiadta a Rhino.
2003-ban a VH1 minden idők 41. legnagyobb albumának nevezte. a Rolling Stone Minden idők 500 legjobb albuma listáján a 84..
Szerepel az 1001 lemez, amit hallanod kell, mielőtt meghalsz című könyvben.

## Az album dalai
|     | Cím                                       | Szerző(k)                               | Hossz |
| --- | ----------------------------------------- | --------------------------------------- | ----- |
| 1.  | Chain of Fools                            | Don Covay                               | 2:45  |
| 2.  | Money Won't Change You                    | James Brown, Nat Jones                  | 2:02  |
| 3.  | People Get Ready                          | Curtis Mayfield                         | 3:35  |
| 4.  | Niki Hoeky                                | Pat Vegas, Jim Ford, Lolly Vegas        | 2:33  |
| 5.  | (You Make Me Feel like) a Natural Woman   | Gerry Goffin, Carole King, Jerry Wexler | 2:37  |
| 6.  | Since You've Been Gone (Sweet Sweet Baby) | Aretha Franklin, Ted White              | 2:18  |
| 7.  | Good to Me As I Am to You                 | A. Franklin                             | 3:25  |
| 8.  | Come Back Baby                            | Ray Charles                             | 2:29  |
| 9.  | Groovin'                                  | Felix Cavaliere, Eddie Brigati          | 2:45  |
| 10. | Ain't No Way                              | Carolyn Franklin                        | 4:12  |

## Helyezések

### Album
| Lista                  | Helyezés |
| ---------------------- | -------- |
| Billboard Black Albums | 1        |
| Billboard Pop Albums   | 2        |
| Billboard Jazz Albums  | 3        |

### Kislemezek
| Kislemez                                    | B-oldal      | Lista         | Helyezés |
| ------------------------------------------- | ------------ | ------------- | -------- |
| Since You've Been Gone (Sweet, Sweet, Baby) | Ain't No Way | Black Singles | 9        |
| Since You've Been Gone (Sweet, Sweet, Baby) | Ain't No Way | Pop Singles   | 16       |

## Közreműködők
- Aretha Franklin     –     zongora, vokál
- Joe South     –     gitár
- Bobby Womack     –     gitár
- King Curtis     –     szaxofon, tenorszaxofon
- Joe Newman     –     trombita
- Ralph Burns     –     karmester
- Seldon Powell     –     fuvola, kürt, tenorszaxofon
- Ellie Greenwich     –       háttérvokál a Chain of Fools dalon
- Carolyn Franklin     –       háttérvokál
- Erma Franklin     –      háttérvokál
- The Sweet Inspirations     –       háttérvokál
- Gene Chrisman     –     dob
- Cissy Houston     –      háttérvokál
- Eric Clapton     –     gitár a Good to Me As I Am to You dalon
- Tommy Cogbill     –     basszusgitár
- Tom Dowd     –     hangmérnök
- Bernie Glow     –     trombita
- Roger Hawkins     –     dob
- Haywood Henry     –     szaxofon,  baritonszaxofon
- Jimmy Johnson     –     gitár
- Melvin Lastie     –     trombita
- Spooner Oldham     –     billentyűsök,  elektromos zongora
- Warren Smith     –      háttérvokál, vibrafon
- Tony Studd     –     harsona, basszusharsona
- Frank Wess     –     fuvola, tenorszaxofon, fúvósok
- Jerry Wexler     –     producer